# Blue Tornado
Blue Tornado è una montagna russa del parco divertimenti di Gardaland. Classificato come un inverted coaster, si tratta di uno dei numerosi Suspended Looping Coaster prodotti dall'azienda olandese Vekoma. Come tutti gli esemplari del suo genere è caratterizzato da treni che scorrono al di sotto dei binari, lasciando in questo modo i passeggeri con le gambe a penzoloni.

## Storia
L'attrazione venne inaugurata nel marzo 1998 a seguito di un'espansione del parco, assieme alla torre a caduta libera Space Vertigo e all'attrazione acquatica Jungle Rapids, anche se quest'ultima fu in realtà aperta al pubblico l'anno successivo. Fu il primo inverted coaster ad essere installato in Italia, seguito nel maggio 1999 da Katun a Mirabilandia.
Nel 2010, 2014 e 2024 vennero effettuate delle riverniciature del percorso e degli elementi circostanti. Nel 2025, sulla falsa riga di Shaman, i freni vennero convertiti da pneumatici a magnetici.
Inoltre, adiacente alla struttura, si trova un punto ristoro fast food che ne riprende nome e tema.

## Descrizione
Alto 33,3 metri e lungo 765, è percorso da tre treni da venti posti ciascuno, di colore arancione e nero, che, dopo una classica rampa di risalita a catena, passano attraverso cinque inversioni: una doppia per il roll over, un sidewinder e due in-line twist consecutivi. I treni raggiungono una velocità di punta pari a 80 chilometri orari per una durata complessiva della corsa di un minuto e 42 secondi. La forza g massima che raggiunge il treno è di 4.5G, ed è raggiunta durante l'inversione "sidewinder". Sul roller coaster tipicamente vengono usati solo 2 dei 3 treni, e quindi la capacità oraria si aggira intorno alle 1000 persone l'ora.

### Modello
Blue Tornado è un esemplare di Suspended Looping Coaster, un modello di ottovolante molto popolare ideato e prodotto dall'azienda olandese costruttrice di attrazioni Vekoma. Tecnicamente l'attrazione è una particolare variante di questo modello, che prevede un'elica finale prima della brake run, dalla denominazione ufficiale di "765m Extended w/Helix". Ne esistono altri 4 esemplari al mondo.

Schema del tracciato dell'attrazione

### Tracciato
Dopo la rampa iniziale, alta 33,3 metri, il treno viene rilasciato e precipita lungo la discesa verso destra, sfiorando gli 80 chilometri all'ora. Il convoglio entra poi nella prima inversione, caratteristica del modello. Denominata roll over, essa è essenzialmente costituita da due metà di un giro della morte collegate in cima da un inline-twist, ossia una torsione di 360°. Dopo l'elemento il treno passa attraverso una piccola curva ed entra quindi nella prossima inversione, un sidewinder. A seguito di questa, viene eseguita una curva di approssimativamente 270° per poi passare, mantenendo un'alta velocità, nei due inline-twist consecutivi. Dopo di questi il treno compie una curva di 180° per poi passare attraverso un'elica a 360° ed entrare finalmente nella brake run finale.

### Tema
Il binario dell'ottovolante è color bianco mentre i supporti che lo sostengono sono tinti di blu. La tematizzazione dell'attrazione è ispirata all'aeronautica militare, in particolare alla United States Navy Fighter Weapons School, comunemente nota come Top Gun, ed è caratterizzata da una stazione di partenza con antenne paraboliche e la ricostruzione di un caccia da guerra.

## Incidenti
Due ragazzi, uno di 16 anni di Treviso e l'altro di 15 anni di nazionalità tedesca, morirono rispettivamente nel settembre 1999 e nel maggio 2001 dopo aver effettuato giri a bordo dell'attrazione. In ambedue i casi si accertò che i ragazzi fossero cardiopatici e che quindi non rispettavano i divieti posti all'ingresso dell'attrazione, che è preclusa a chi è affetto da simili patologie. Pertanto, il parco venne sollevato da qualsiasi responsabilità e l'attrazione non venne posta sotto sequestro.

## Restauri
- 2010: riverniciatura di binario, supporti ed elementi circostanti.
- 2014: riverniciatura di supporti ed elementi circostanti.
- 2024: Vekoma e Gardaland hanno lavorato sui treni per rendere l'esperienza più fluida e piacevole. I supporti ed il tracciato sono stati riverniciati, assieme a tutta la tematizzazione Blue Tornado.
- 2025: Sostituzione dei vecchi freni pneumatici con dei freni magnetici.

## Galleria d'immagini

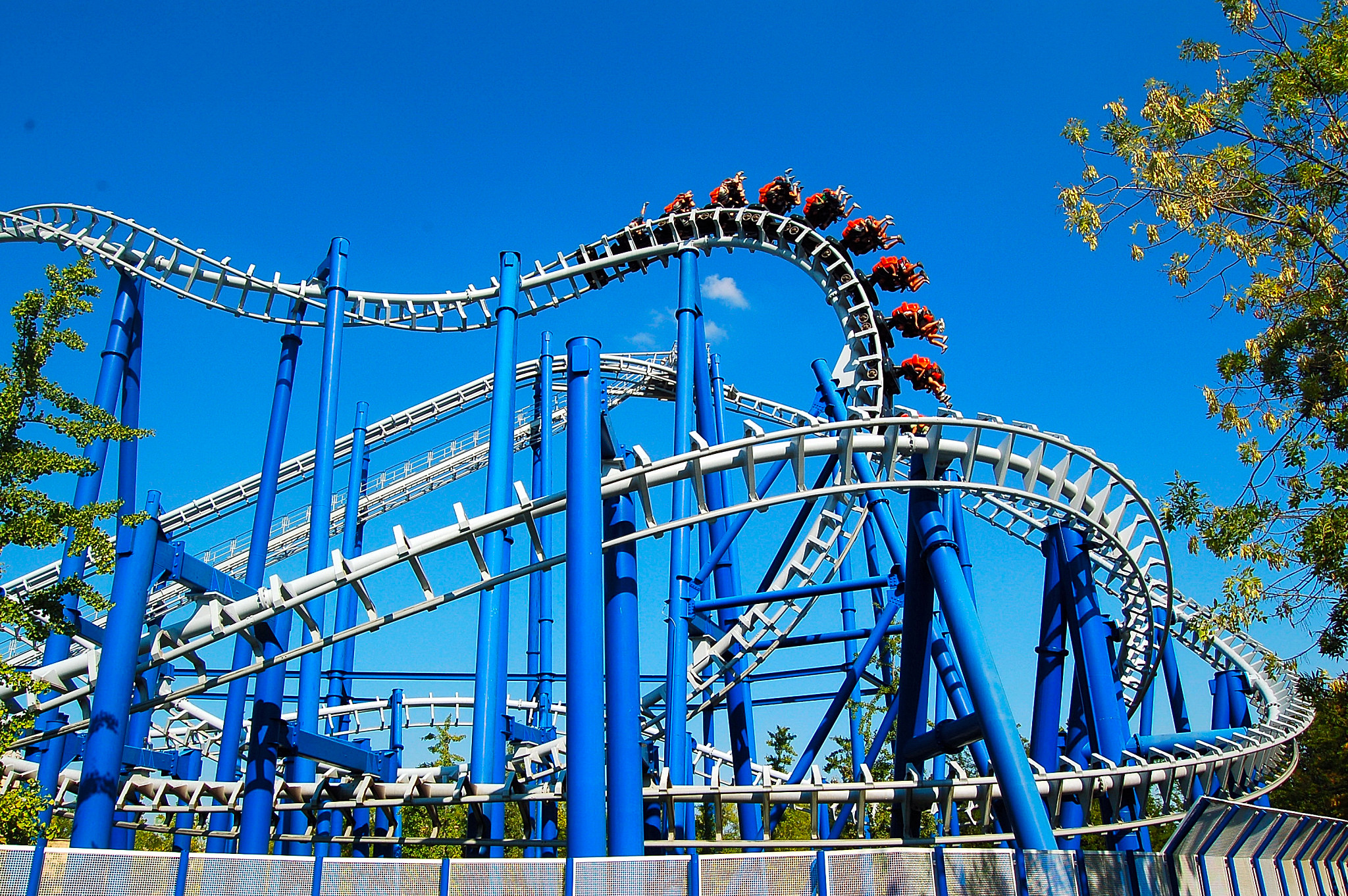
L'ottovolante visto dalla zona vicina all'elica finale
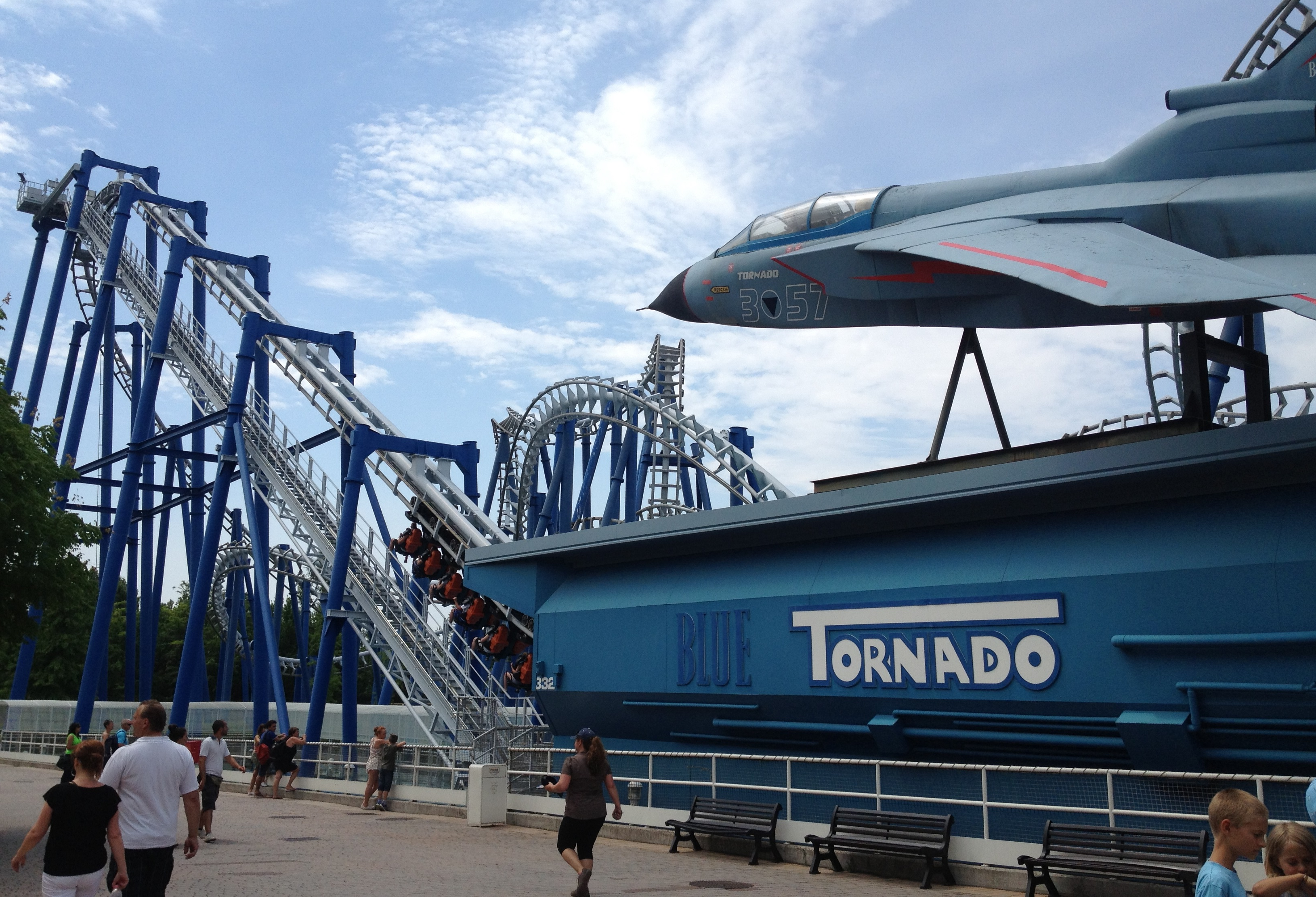
L'ingresso dell'attrazione
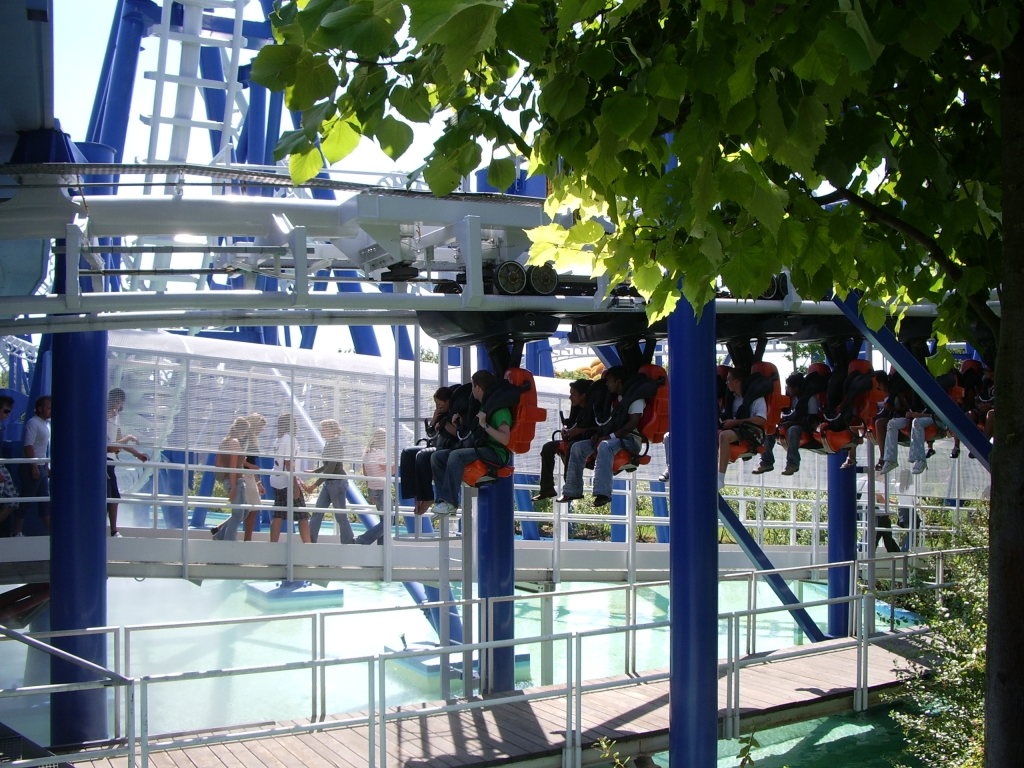
Dettaglio dei treni